# A Pastoriza
A Pastoriza település Spanyolországban, Lugo tartományban. A Pastoriza Cospeito, Abadín, Mondoñedo, Riotorto, Meira, Pol és Castro de Rei községekkel határos. Lakosainak száma 2787 fő (2024).

## Népesség
A település népessége az elmúlt években az alábbi módon változott:
| Lakosok száma | 4020 | 3856 | 3690 | 3566 | 3393 | 3309 | 3133 | 3002 | 2879 | 2787 |
|               | 2001 | 2004 | 2007 | 2009 | 2012 | 2014 | 2017 | 2019 | 2022 | 2024 |